# Trattato di pace cinquantennale

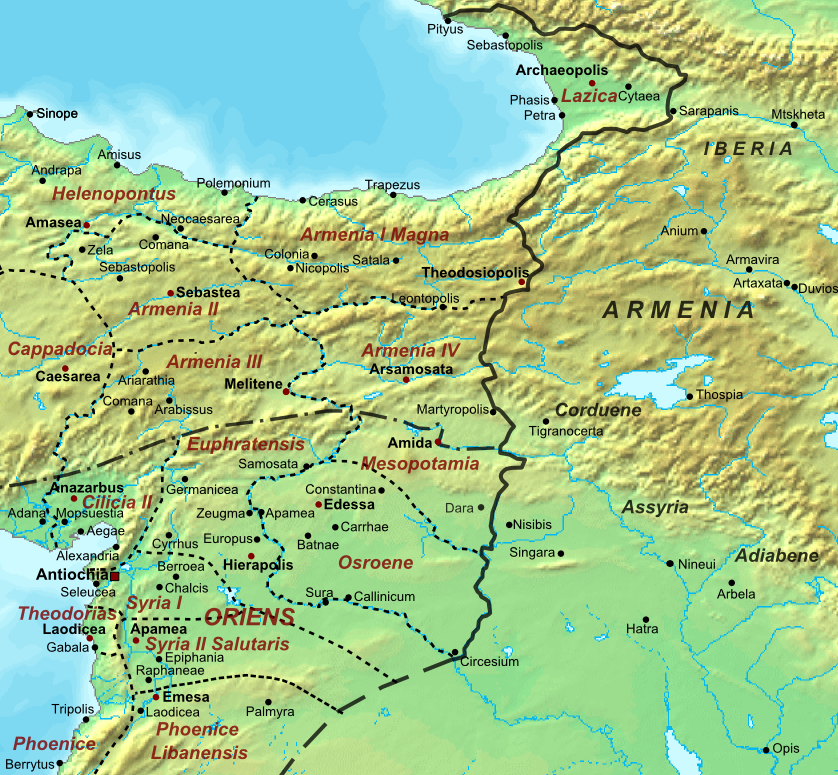
La frontiera bizantino-sassanide nel Caucaso e in Asia Minore al momento della morte di Giustiniano nel 565.

La pace cinquantennaleo trattato di Dara, fu un trattato di pace concluso tra l'impero bizantino (romano d'oriente) e sasanide (persiano) nella città di frontiera di Dara nel 562 in quella che oggi è la Turchia meridionale. 

## Storia
Il trattato, negoziato da Pietro Patrizio per l'imperatore bizantino Giustiniano I e Izadgushasp per il re sasanide re Cosroe I concluse una lunga guerra ventennale nel regno caucasico di Lazica. Il trattato conteneva 13 articoli ed è ben documentato. Copriva tutte le parti dei due imperi, la Persarmenia, la Lazica, gli stati clienti e gli alleati arabi.
I sasanidi si impegnarono a evacuare la Lazica, ma lo stato del vicino paese di Svaneti rimase poco chiaro per diventare una futura fonte di disaccordo. I sasanidi avrebbero ricevuto una sovvenzione annuale di 30.000 solidi d'oro, con i primi sette anni pagabili immediatamente. Nei pagamenti erano incluse le spese delle linee di difesa nel Caucaso contro i nomadi del nord, per le quali c'era un interesse reciproco ed erano state a carico dei sasanidi. Entrambe le parti convennero di non stabilire nuove fortificazioni o di fortificare gli insediamenti esistenti sul confine. Per prevenire lo spionaggio, il commercio era limitato alle città di Callinicum, Nisibis e Dvin, mentre i commercianti di altre nazioni erano limitati a Dara (sotto i bizantini) e Nisibis (sotto i sasanidi). I rifugiati erano liberi di tornare alle loro case. In un trattato separato, ai cristiani dell'impero sasanide fu promessa la libertà di religione.
Il trattato di pace doveva durare 50 anni, ma rimase in vigore solo fino al 572, quando Giustino II ruppe il trattato dopo anni di crescenti tensioni su più fronti, dando inizio alla guerra del 572-591. Tra le fonti antiche, Menandro Protettore e Teofilatto Simocatta attribuiscono la responsabilità a Giustino II, mentre Teofane di Bisanzio non è d'accordo.

## Contenuto
Secondo lo storico antico Menandro Protettore, un funzionario minore alla corte di Giustiniano, c'erano 12 punti nel trattato, qui di seguito enucleati:
2. Anche gli alleati saraceni di entrambi gli Stati si atterranno a questi accordi e quelli dei Persiani non attaccheranno i Romani, né quelli dei Romani i Persiani.
3. I mercanti romani e persiani di ogni genere di merci, così come i commercianti simili, condurranno i loro affari secondo le consuetudini in essere nei singoli punti doganali.
4. Gli emissari e tutti gli altri che ricorrono alla posta pubblica per recapitare messaggi, sia quelli che viaggiano in territorio romano che quelli in territorio persiano, saranno onorati ciascuno secondo il suo status e grado e riceveranno la dovuta attenzione. Saranno rispediti senza indugio, ma potranno scambiare i beni commerciali che hanno portato senza impedimenti o imposte.
5. Si concorda che i Saraceni e tutti gli altri mercanti barbari di entrambi gli Stati non dovranno viaggiare per strade sconosciute, ma transitare per Nisibi e Dara, e non dovranno attraversare il territorio straniero senza un permesso ufficiale. Se osano fare qualcosa di contrario all'accordo (vale a dire, se praticano una cosiddetta evasione fiscale), saranno braccati dagli ufficiali di frontiera e puniti, mentre la merce sarà requisita a prescindere se si tratti di persone assire o romane.
6. Se qualcuno durante il periodo delle ostilità ha disertato o dai romani ai persiani o dai persiani ai romani e se si arrende e desidera tornare a casa, non gli sarà impedito di farlo e nessun ostacolo sarà messo sulla sua strada. Ma quelli che in tempo di pace disertano e disertano da una parte all'altra non saranno ricevuti, ma sarà usato ogni mezzo per farli tornare, anche contro la loro volontà, a coloro dai quali sono fuggiti.
7. Coloro che si lamentano di aver subito qualche ferita per mano di sudditi dell'altro Stato dirimeranno la controversia equamente, incontrandosi alla frontiera o di persona o tramite i propri rappresentanti davanti ai funzionari di entrambi gli Stati, e in questo modo il colpevole risarcirà il danno.
8. D'ora in poi, i Persiani non presentarono delle rimostranze verso i Romani per via della roccaforte di Dara. Ma in futuro nessuno fortificherà o proteggerà con delle mura alcun luogo lungo la frontiera, di modo che non possa insorgere alcun argomento di controversia per via di un tale atto, evitando così di rompere il trattato.
9. Le forze di uno Stato non attaccheranno né faranno guerra a un popolo o a qualsiasi altro territorio soggetto alla controparte, ma senza infliggere o subire ingiurie rimarranno dove si trovano affinché anche loro possano godere della pace.
10. Una grande forza, al di là di quanto sufficiente per difendere la città, non sarà di stanza a Dara, e il generale dell'Oriente non potrà disporla, affinché ciò non scateni incursioni o danni ai Persiani. Si era già statuito che, qualcosa fosse accaduto qualcosa del genere, il comandante di Dara avrebbe dovuto occuparsi del reato.
11. Se una città danneggia o distrugge la proprietà di una città dell'altra parte non tramite una guerra classica e con una forza militare regolare, ma ricorrendo all'astuzia e alle razze (poiché esistono uomini dalla simile empietà che fanno queste cose per fornire un pretesto per combattere), è stato convenuto che i giudici di stanza alle frontiere di entrambi gli Stati dovrebbero svolgere un'indagine approfondita su tali atti e punirli. Se questi si rivelassero incapaci di verificare il danno che i vicini si stanno infliggendo reciprocamente, si conveniva che la causa fosse deferita al generale dell'Est fermo restando che se la controversia non fosse stata risolta entro sei mesi e l'attore non avesse recuperato le sue perdite, l'autore del reato dovrebbe essere responsabile nei confronti dell'attore di versare una doppia indennità. Si è convenuto che se la questione non si risolvesse in questo modo, la parte lesa dovrà inviare una delega al sovrano dell'autore del reato. Se entro un anno il sovrano non sbroglia la controversia e l'attore non riceve la doppia indennità a lui dovuta, il trattato è considerato infranto rispetto a questa clausola.
12. Qui si possono trovare preghiere a Dio e imprecazioni per dire che Dio sia benevolo e sempre alleato di chi si attiene alla pace, ma se qualcuno con l'inganno vuole alterare uno qualsiasi degli accordi, che Dio sia il suo avversario e nemico.
13. Il trattato ha una validità di cinquant'anni, e i termini della pace saranno in vigore per cinquant'anni, anno che, secondo le antiche usanze, termina con il trecentosessantacinquesimo giorno.»